# Polskie lotnictwo wojskowe w wojnie polsko-ukraińskiej
Polskie lotnictwo wojskowe w wojnie polsko-ukraińskiej – organizacja i działania lotnictwa polskiego w okresie wojny polsko-ukraińskiej.

## Struktura i zmiany organizacyjne polskiego lotnictwa wojskowego w okresie wojny

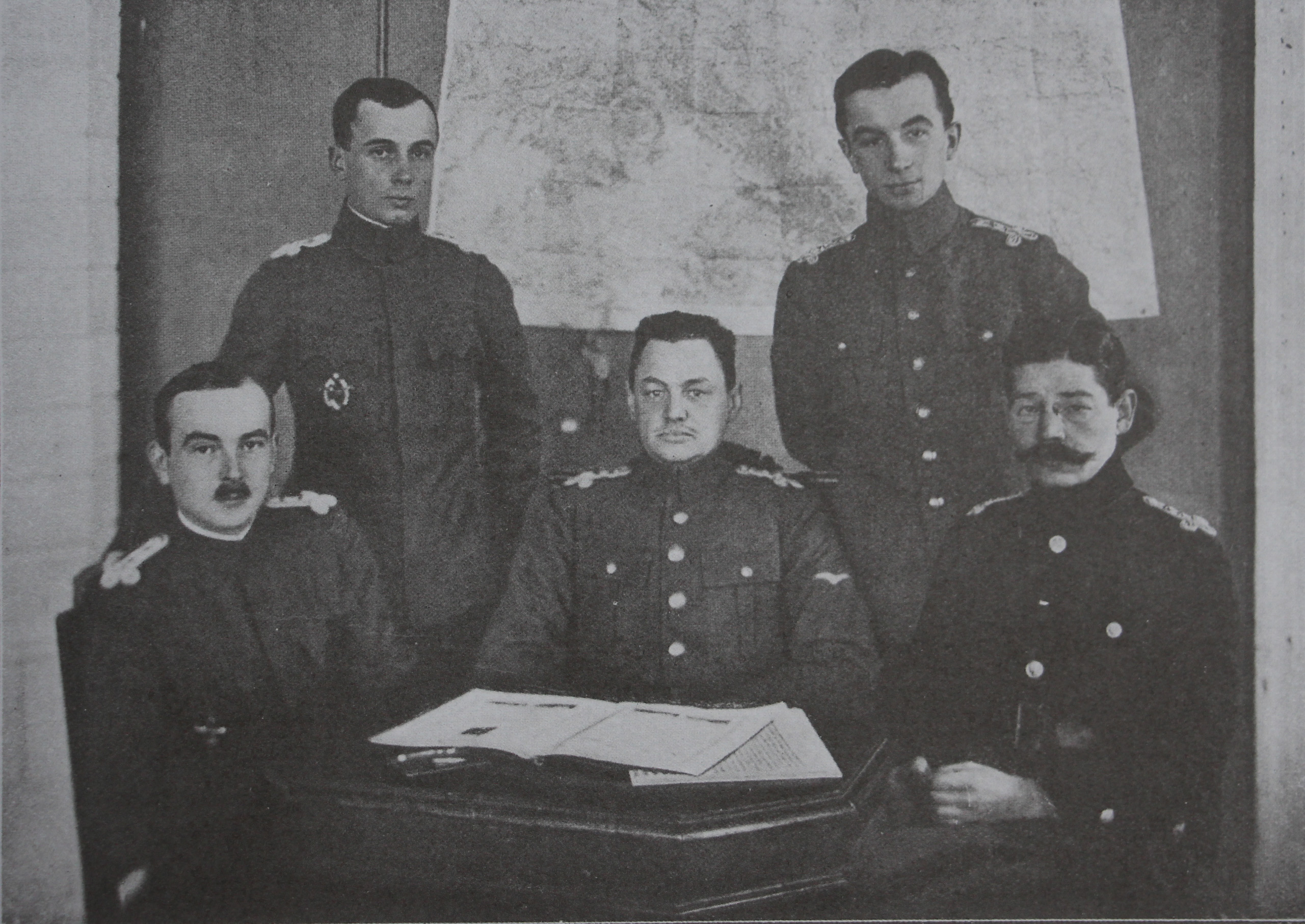
Pierwsze Dowództwo Wojsk Lotniczych; w centrum ppłk Hipolit Łossowski

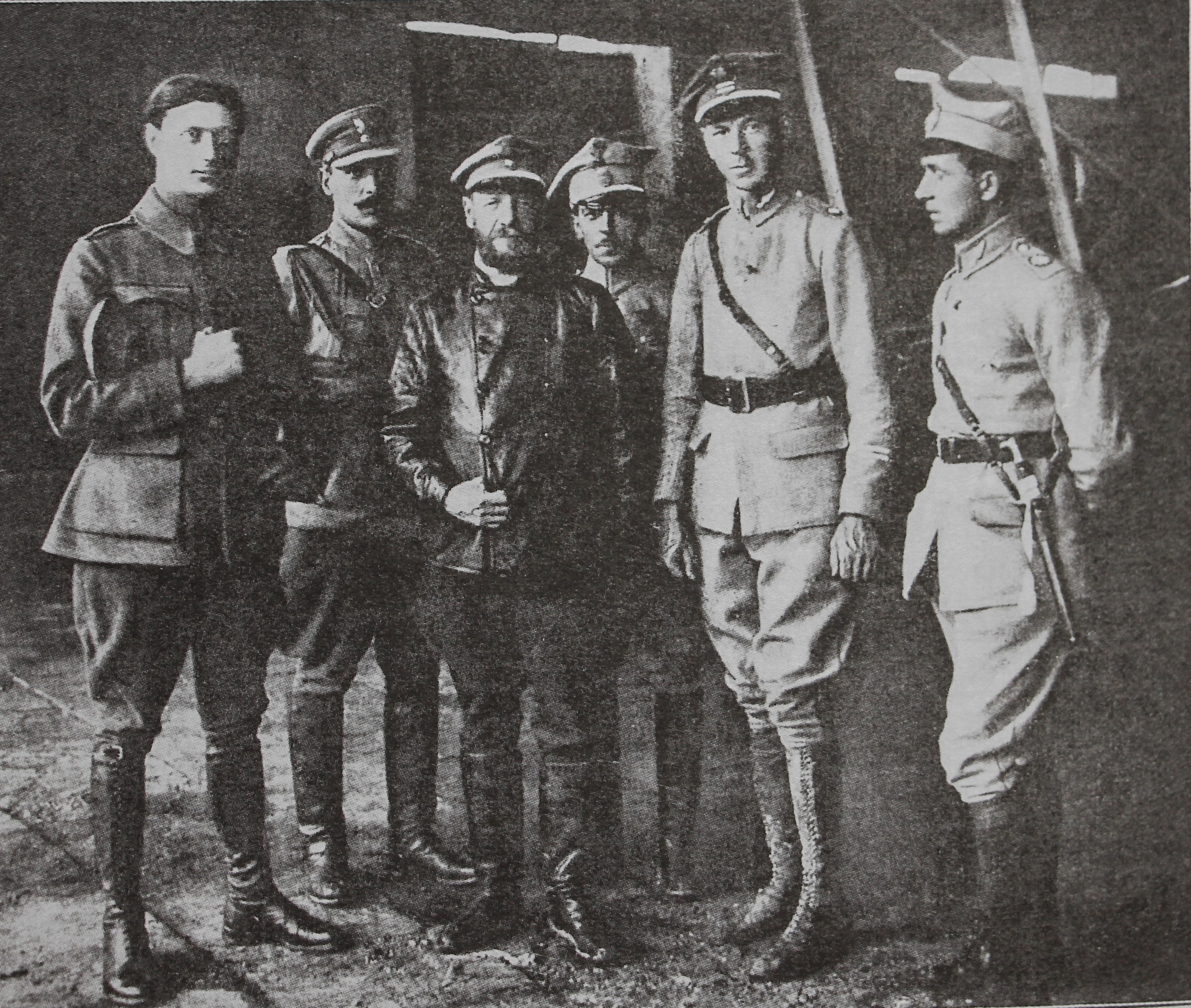
Gen. Żeligowski w Stanisławowie po przewiezieniu go samolotem ze Lwowa przez por. Rayskiego; czerwiec 1919

### Naczelne władze lotnicze
9 marca 1919 utworzony został podległy Ministrowi Spraw Wojskowych Inspektorat Wojsk Lotniczych. Do jego zadań należał nadzór nad grupami lotniczymi i szkolnictwem lotniczym, rozwiązywanie zadań organizacyjnych oraz nadzór nad sprawami uzupełnień jednostek lotniczych.
20 maja Inspektoratowi podporządkowano Sekcję Żeglugi Napowietrznej. Od tego momentu kompetencje Inspektoratu sprowadzały się do: inspekcji i inicjatyw w sprawach wyszkolenia lotnictwa, opracowania regulaminów i instrukcji, nadzoru nad szkołami lotniczymi, ćwiczeń z gotowości bojowej, spraw personalnych, zaopatrzenia technicznego i kierowania formacjami logistycznymi.
Etat przewidywał: 8 oficerów, 17 urzędników i 15 szeregowych.
W celu usprawnienia dowodzenia lotnictwem na froncie, z dniem 29 kwietnia 1919 utworzono Szefostwo Lotnictwa. Było ono częścią Naczelnego Dowództwa. Szefostwu Lotnictwa podporządkowano wszystkie walczące eskadry, a personalnie wszystkich oficerów lotnictwa na froncie. Szefem nowo powstałego organu mianowano kpt. Juliana Słoniewskiego. Do pracy w Szefostwie Lotnictwa wyznaczono także: por. obs. Kazimierza Kubalę, por. obs. Zdzisława Finika, por. obs. Henryka Tokarczyka, por. obs. Zygmunta Tebinkę, por. Stanisława Ujejskiego oraz ppor. Aleksandra Króla.
11 maja, nastąpiła reorganizacja Sztabu Generalnego Wojska Polskiego, a w tym i Szefostwa Lotnictwa. Weszło ono w skład Oddziału III Naczelnego Dowództwa WP. W czerwcu tymczasowym Szefem Oddziału IIIB został francuski oficer ppłk pil. Francois de Vergnette. W sierpniu szefem Oddziału mianowano Polaka płk. pil. Adama Zaleskiego

### Jednostki lotnicze formowane na terenie byłego Królestwa Polskiego i Małopolski
20 grudnia 1918 dowódca Wojsk Lotniczych ppłk Hipolit Łossowski nakazał organizowanie 6-samolotowych eskadr wywiadowczych.
Już wtedy zorganizowane były dwie eskadry we Lwowie, jedna w Krakowie i zalążek eskadry w Lublinie. Rozkazem z 21 grudnia powołano 2 eskadrę w Lublinie i 1 eskadrę w Warszawie. Eskadry małopolskie otrzymały numery: 5 eskadra w Krakowie, 6. i 7 eskadra we Lwowie. Jeszcze przed końcem roku sformowano 3 eskadrę w Warszawie, a z początkiem stycznia 1919 9 eskadrę w Krakowie i 4 eskadrę w Warszawie. Pod koniec miesiąca zorganizowano 11 eskadrę wywiadowczą i 1 eskadrą łącznikową w Warszawie oraz 12 eskadrę w Krakowie.
Szybki rozwój organizacyjny nie szedł w parze z wyposażeniem w samoloty. Do etatu brakowało również personelu latającego. Brakowało też uzupełnień dla eskadr walczących na froncie polsko-ukraińskim.
Równolegle powstały też trzy dowództwa grup lotniczych. W końcu czerwca przybyła do kraju eskadra 4 Dywizji Strzelców gen. Żeligowskiego. Otrzymała ona numer 10. Eskadra została przebazowana do Poznania celem uzupełnienia.
W tym czasie 7 eskadra lotnicza została przemianowana na eskadrę myśliwską i powiększono etat do 10 samolotów oraz wyposażona została w maszyny myśliwskie pochodzące z zakupów we Francji.
W maju 1919 polskie lotnictwo wojskowe dysponowało: dwoma batalionami uzupełnień lotniczych, trzema szkołami pilotów w Krakowie i w Warszawie, jedną szkołą obserwatorów i jedną mechaników w Warszawie, czterema grupami lotniczymi (ogółem z 10 eskadr), trzema ruchomymi parkami  lotniczymi. Były już też zorganizowane warsztaty lotnicze, stacje meteorologiczne, sekcje aerofotograficzne.

## Walki lotnictwa na froncie polsko-ukraińskim

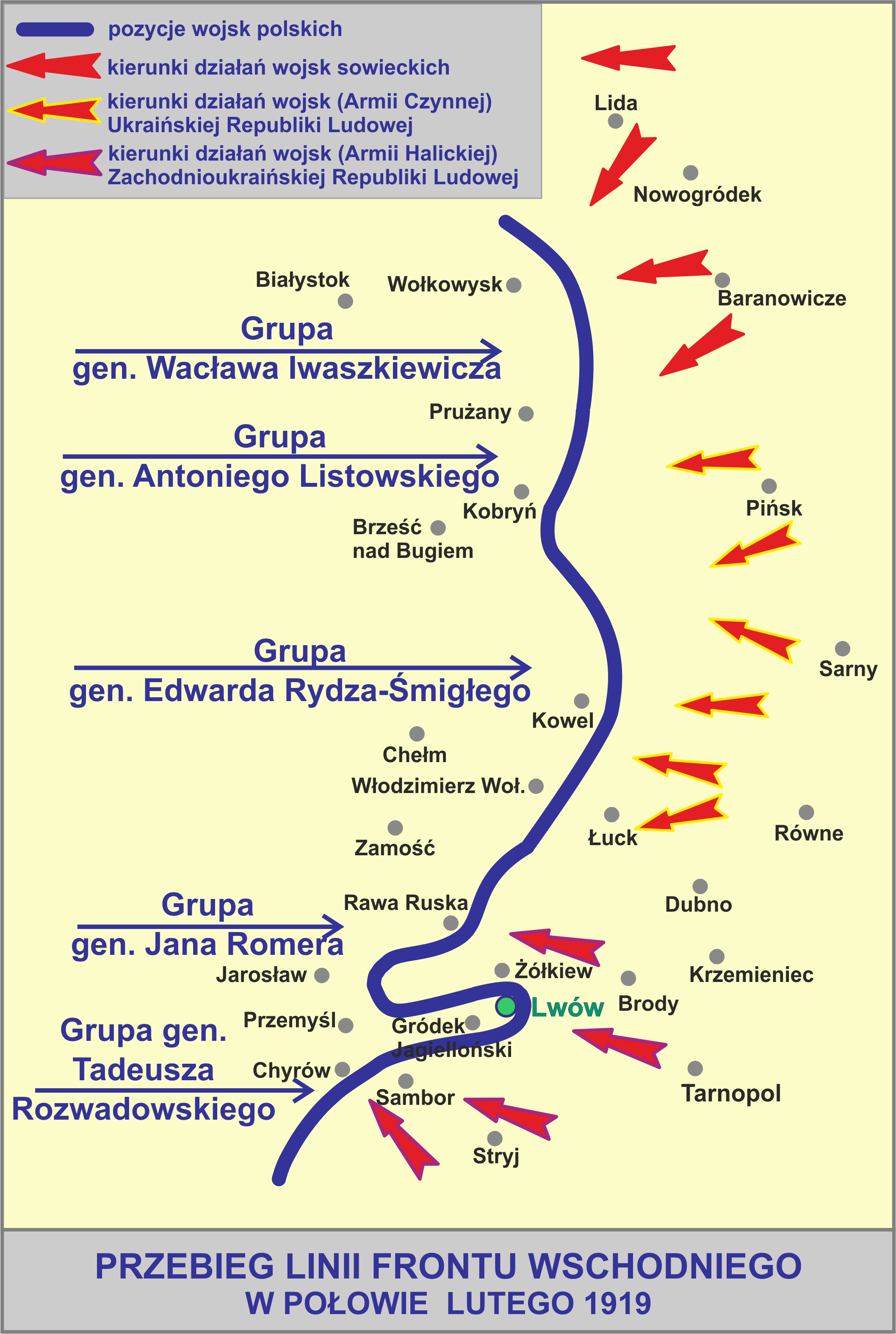

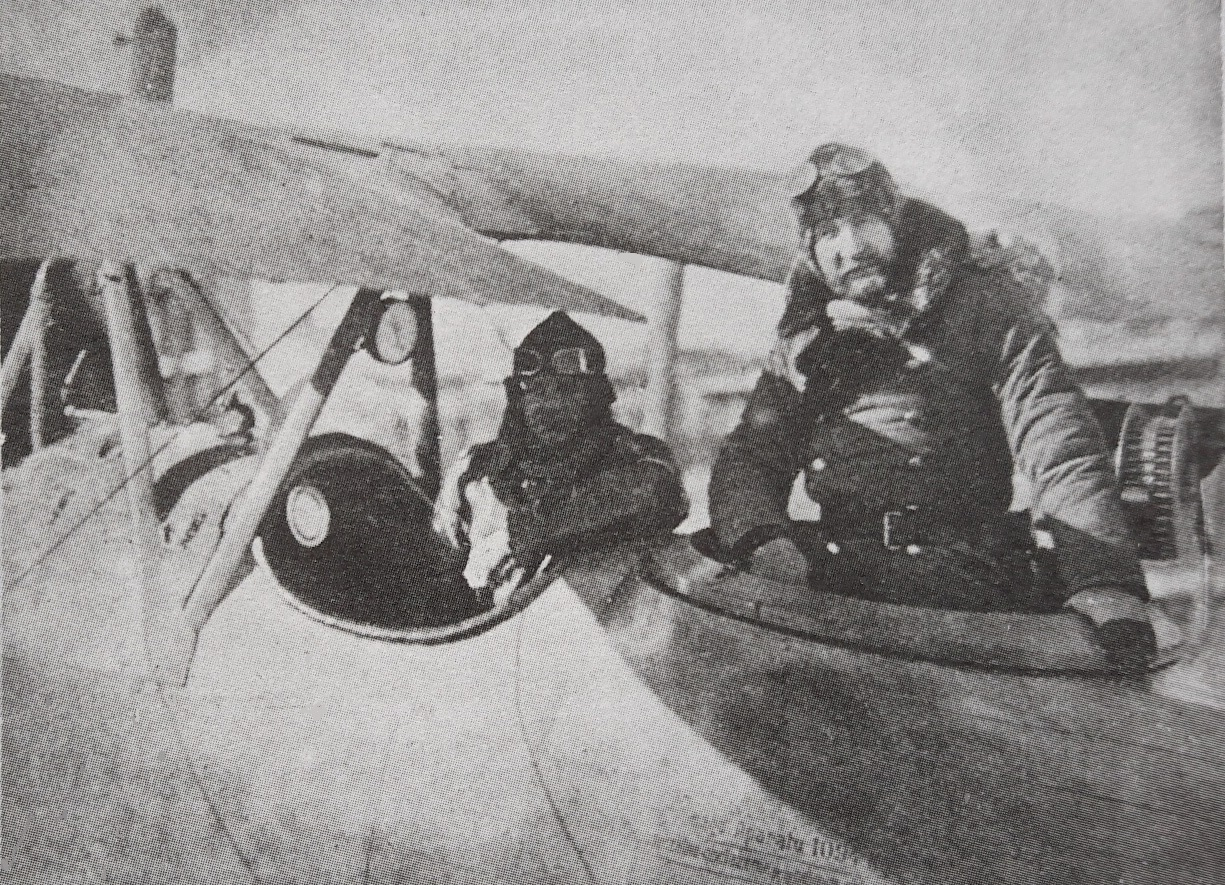
Gen. Tadeusz Rozwadowski, dowódca grupy "Wschód", po przylocie z Przemyśla do Lwowa z pilotem kpt. Camillo Perinim; styczeń 1919

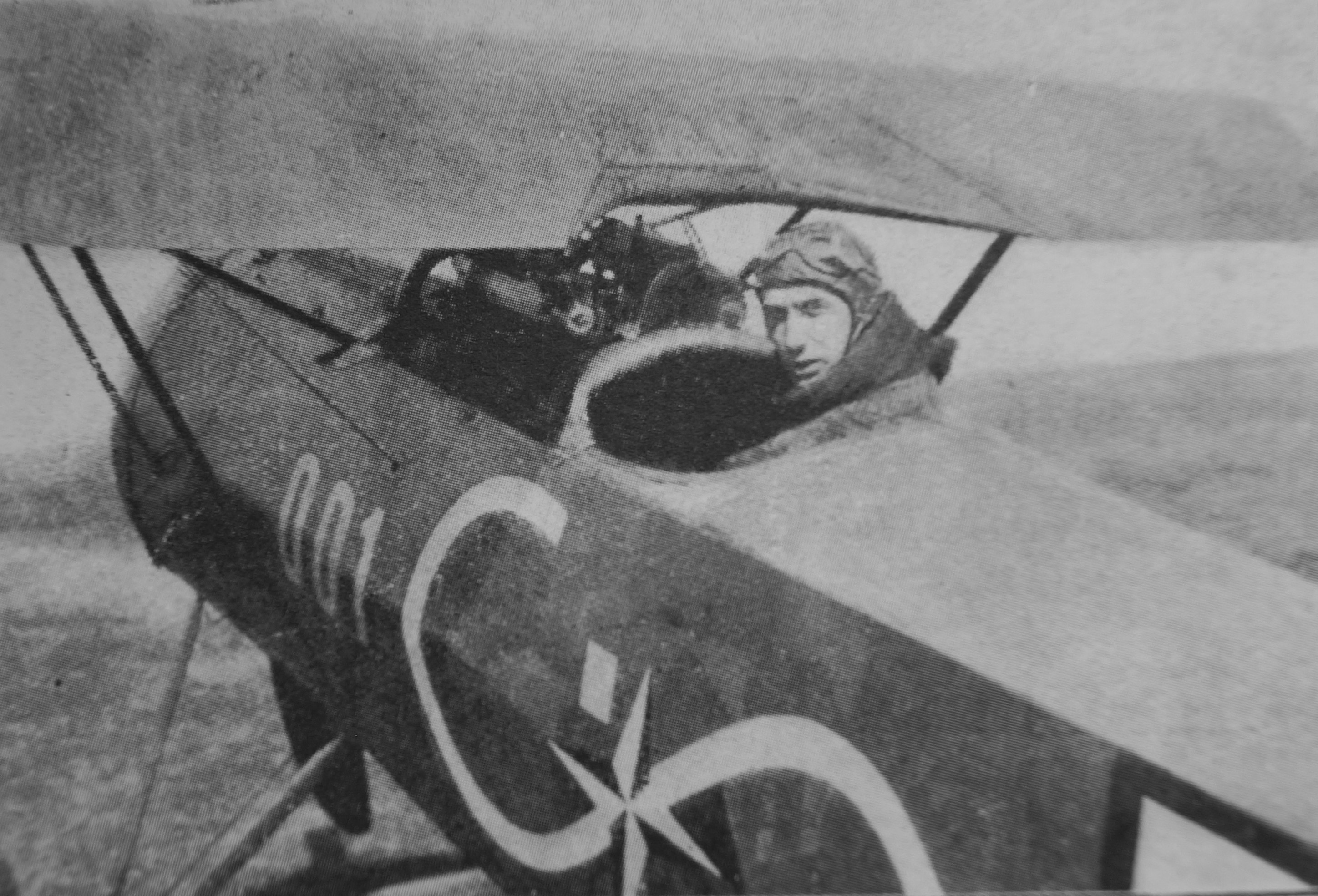
Por. pilot Stefan Stec w samolocie Fokker EV z jego indywidualną odznaką

### Lotnictwo polskie w obronie Lwowa
W nocy 1 listopada oddziały ukraińskie zajęły we Lwowie budynki rządowe i inne ważne punkty strategiczne.
5 listopada 1918 przed południem załoga samolotu Oeffag C.I  por. pil. Stefan Bastyr i por. obs. Janusz de Beaurain wykonała pierwszy w historii polskiego lotnictwa lot bojowy. Maszyna wystartowała z Lewandówki, wzniosła się na około 400 m i na tej wysokości nadleciała nad Persenkówkę i zbombardowała ją. Wyrzucane ręcznie z kabiny bomby upadły pomiędzy stojącymi na stacji pociągami, wywołując panikę wśród ukraińskich Strzelców Siczowych. Tego samego dnia wykonano jeszcze dwa loty, rozpoznając między innymi rozmieszczenie pozycji oddziałów ukraińskich we Lwowie. Podczas kolejnego lotu por. pil. Bastyr z obserwatorem ppor. Toruniem rozrzucali ulotki nawołujące do zgłaszania się do służby w Wojsku Polskim.
7 listopada dysponowano już trzema sprawnymi samolotami. W tym dniu por. Stefan Stec i ppor. Władysław Toruń obrzucili bombami stanowiska ukraińskiej artylerii na Zamku Wysokim oraz Cytadelę uszkodzili tor kolejowy między Podzamczem a Podborcami i zmusili do odwrotu ukraiński pociąg wojskowy. Kolejna załoga: por. Eugeniusz Roland i rtm. Machulski rozrzucali nad miastem rozkaz mobilizacyjny i komunikaty Naczelnej Komendy. Trzecia załoga: por. Bastyr i por. de Beaurain, z rozkazu Naczelnej Komendy, odleciała z meldunkiem do Krakowa.
13 listopada z meldunkiem do naczelnika państwa Józefa Piłsudskiego, z międzylądowaniem w Krakowie, wystartował por. Stec.
25 listopada do Lwowa dotarła 3 eskadra bojowa, która wraz z 2 eskadrą weszła w skład nowo utworzonej Lwowskiej grupy lotniczej por. Stefana Bastyra. 3 grudnia dowódca Grupy „Wschód” gen. Tadeusz Rozwadowski w miejsce Lwowskiej grupy lotniczej utworzył Dowództwo Eskadr Polowych na Galicję Wschodnią, któremu podlegały obie eskadry, a także lwowski park lotniczy. Na czele zgrupowania stanął kpt. pil. dr Jan Wierzejski.
W grudniu obie eskadry wykonywały zadania wsparcia jednostek lądowych w walkach pod Dublanami, Grzybowicami Wielkimi i Sorokami. Lwów był nadal  otoczony z trzech stron, a jedyne połączenie z resztą kraju – przez Przemyśl – było nieustannie zagrożone.
Warunki atmosferyczne co prawda nie sprzyjały działaniom sił powietrznych, ale sytuacja była nadzwyczajna. 4 grudnia kpt.pil. Camillo Perini i por. obs. Karol Frieser zbombardowali stację kolejową w Gródku Jagiellońskim. Ułatwiło to piechocie zdobycie miejscowości i przywróciło ruch kolejowy pomiędzy Przemyślem a Lwowem.
Lotnicy wykonywali przede wszystkim zadania zwiadowcze. Trasy lotów przebiegały wokół Lwowa. 16 grudnia załoga por. Stec i por. Schmidt rozpoznawała na trasie na trasie: Lwów – Pustomyty – Winniki – Dublany – Brzuchowice – Lwów.
19 grudnia Lwowska grupa lotnicza rozpoczęła zwalczanie wycofujących się oddziałów lądowych nieprzyjaciela.
Ze względu na warunki pogodowe, pod koniec grudnia zaprzestano lotów. W tym miesiącu eskadry wykonały 28 lotów bojowych i kilku łącznościowych.

### Lotnictwo w działaniach na Kowel
Pod koniec grudnia 1918 wojska Ukrainy Naddnieprzańskiej wyszły nad Bug w rejonie Chełma. Obszaru tego, na froncie o długości około 100 kilometrów, broniła licząca około 2000 żołnierzy Grupa gen. Stefana Majewskiego.
W tym czasie stacjonująca w Lublinie 2 eskadra lotnicza mjr. Jerzego Syrokomli-Syrokomskiego nie osiągnęła jeszcze stanu gotowości bojowej. Z tego też powodu zdecydowano się na skierowanie do rejonu walk 3 eskadry lotniczej kpt. Juliana Słoniewskiego.
Pierwsze udane loty rozpoznawcze  3 eskadra wykonała 15 lutego. Rejon Brześcia, Kobrynia i Kowla rozpoznawały załogi: ppor. obs. Aleksander Łaguna i ppor. pil. Tadeusz Prauss oraz kpt. pil. Donat Makijonek i kpt. obs. Julian Słoniewski.
W połowie lutego ukraińska ofensywa została zatrzymana, a będące w natarciu oddziały polskie zajęły Kowel.
Na przełomie lutego i marca eskadra wspierała działania grup operacyjnych gen. Edwarda Rydza-Śmigłego,  gen. Aleksandra Karnickiego oraz gen. Bronisława Babiańskiego. 3 eskadra lotnicza od początku marca prowadziła loty wywiadowcze Z dniem 3 marca została podporządkowana dowództwu grupy gen. Edwarda Rydza-Śmigłego. W tym czasie jednostka dysponowała 4 samolotami.
W marcu na front przybyła 2 eskadra lotnicza i rozpoczęła działająca na rzecz grupy gen. Bronisława Babiańskiego. W końcu miesiąca z obu eskadr działających w rejonie Kowla utworzono IV grupę lotniczą pod dowództwem kpt. Juliana Słoniewskiego.

 W kwietniu 3 eskadra prowadziła bardzo aktywne działania lotnicze. 3 kwietnia zbombardowała ukraińskie pociągi pancerne na stacjach Peresepa i Rożyszcze. W kolejnych dniach wykonała jeszcze 6 lotów bojowych. W następnych dniach stracono dwa samoloty, a jedna załoga dostała się do ukraińskiej do niewoli.
2 eskadra lotnicza nadal dochodziła do stanu gotowości bojowej. W końcu kwietnia przypadkowy pożar zniszczył skład wagonów wraz z całym wyposażeniem lotniczym eskadry.

### Walki w Małopolsce Wschodniej

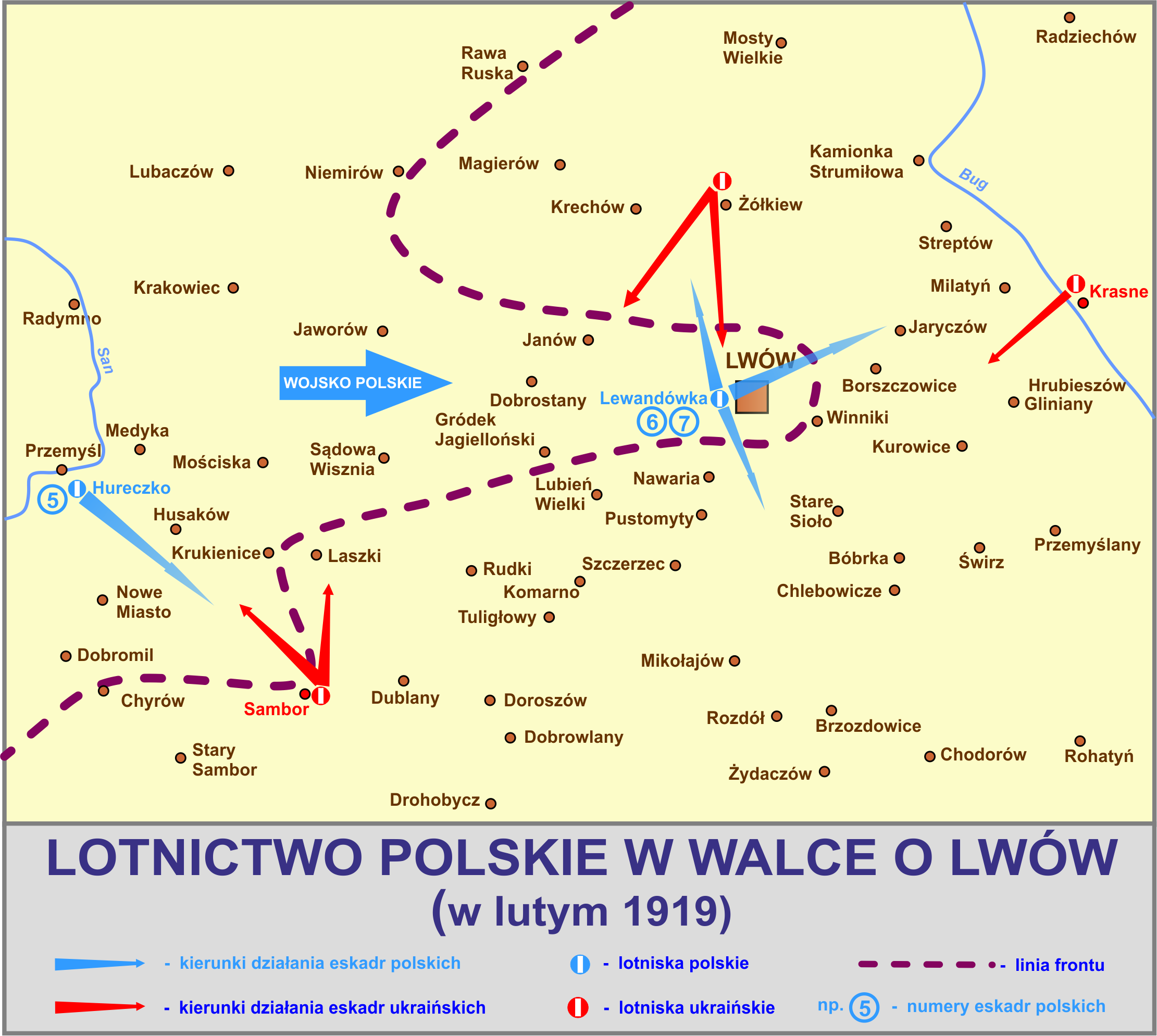

Na początku marca Ukraińcy rozpoczęli nowe natarcie. Drożność linii kolejowej do Przemyśla została przerwana.
Odpowiedzią wojsk polskich było wysłanie na zagrożony kierunek grupy operacyjnej gen. Wacława Iwaszkiewicza i grupy wojsk wielkopolskich płk. Daniela Konarzewskiego. Oddziały polskie uderzyły z Przemyśla wzdłuż toru kolejowego i 20 marca połączenie z Lwowem zostało wznowione.  Wykorzystując powodzenie, oczyszczono z wojsk ukraińskich obszar na południe od Rawy Ruskiej i pod koniec marca  linia frontu przebiegała od Rawy Ruskiej przez Niemirów, Wiszenkę, Gródek Jagielloński do Lwowa.
Działania wojsk lądowych wspierały z powietrza bazujące we Lwowie: 5. i 7. eskadry oraz startujące spod Przemyśla  5., 9. i 1 eskadra wielkopolska.
15 marca dokonano podziału strefy rozpoznań lotniczych na dwa odcinki: lwowski i przemyski. Odcinek lwowski przebiegał na wschód od linii Rawa Ruska–Niemirów–Jaworów–Rudki i obsługiwała go III grupa lotnicza, a odcinek przemyski znajdował się na zachód od linii wyznaczonej przez Lubaczów Jaworów−Gródek−Rudki−Sambor–Chyrów, a odpowiedzialność za niego przejęły „eskadry przemyskie” pod dowództwem rtm. Stanisława Jasińskiego.

### Działania lotnictwa w okresie ofensywy majowej
14 maja rozpoczęła się ofensywa wojsk polskich w Galicji Wschodniej i na Wołyniu. Na kierunku galicyjskim uderzyła grupa „Wschód” gen. Iwaszkiewicza, w północnej części obszaru galicyjskiego i na południowym Wołyniu działała grupa gen. Dominique Odry, a na północ od niej grupa gen. Karnickiego.
W pierwszym dniu ofensywy 9 samolotów III grupy prowadzonych przez kpt. Bastyra zaatakowało piechotę ukraińską na zachód od Doroszowa, na Czerwonym Kamieniu i na zachód od Mierzwicy.
W tym samym dniu 5 samolotów atakowało nieprzyjacielskie pozycje pod Kulikowem.

## Wysiłek polskich eskadr lotniczych w wojnie polsko-ukraińskiej
| Działania bojowe eskadr od listopada 1918 do czerwca 1919 | Działania bojowe eskadr od listopada 1918 do czerwca 1919 | Działania bojowe eskadr od listopada 1918 do czerwca 1919 | Działania bojowe eskadr od listopada 1918 do czerwca 1919 |
| Eskadra                                                   | Loty                                                      | godziny                                                   | Straty                                                    |
| --------------------------------------------------------- | --------------------------------------------------------- | --------------------------------------------------------- | --------------------------------------------------------- |
| 2 eskadra wywiadowcza                                     | 23                                                        | 55                                                        | 0                                                         |
| 3 eskadra wywiadowcza                                     | 32                                                        | 77                                                        | 0                                                         |
| 5 eskadra wywiadowcza                                     | 3                                                         | 53                                                        | 2                                                         |
| 6 eskadra wywiadowcza                                     | 322                                                       | 462                                                       | 0                                                         |
| 7 eskadra myśliwska                                       | 68                                                        | 67                                                        | 3                                                         |
| 9 eskadra lotnicza                                        | 40                                                        | 45                                                        | 2                                                         |
| 1 eskadra wielkopolska                                    | 38                                                        | 56                                                        | 0                                                         |

## Samoloty będące na wyposażeniu polskich eskadr lotniczych
| Nazwa                 | Kraj produkcji       | Zdjęcie | Typ                                   | Załoga | Uzbrojenie                                                 |
| --------------------- | -------------------- | ------- | ------------------------------------- | ------ | ---------------------------------------------------------- |
| Albatros C.XII        | Cesarstwo Niemieckie |         | samolot rozpoznawczy                  | 2      | 2 karabiny maszynowe oraz 100 kg bomb                      |
| Albatros D.III (Oef)  | Austro-Węgry         |         | samolot myśliwski                     | 1      | 2 karabiny maszynowe                                       |
| DFW C.V               | Cesarstwo Niemieckie |         | samolot rozpoznawczy, bombowy         | 2      | 1 karabin maszynowy pilota, 1 km strzelca oraz 100 kg bomb |
| Fokker D.VII          | Cesarstwo Niemieckie |         | samolot myśliwski                     | 1      | 2 karabiny maszynowe                                       |
| Hannover CL.II        | Cesarstwo Niemieckie |         | samolot myśliwski                     | 2      | 1 karabin maszynowy pilota, 1 km strzelca                  |
| Hansa-Brandenburg C.I | Cesarstwo Niemieckie |         | samolot rozpoznawczy                  | 2      | 1 karabin maszynowy pilota, 1 km strzelca oraz 100 kg bomb |
| Lloyd C.V             | Austro-Węgry         |         | samolot rozpoznawczy                  | 2      | 1 karabin maszynowy strzelca oraz 90 kg bomb               |
| LVG C.V               | Cesarstwo Niemieckie |         | samolot rozpoznawczy, bombowy         | 2      | 1 karabin maszynowy pilota, 1 km strzelca oraz 115 kg bomb |
| LVG C.VI              | Cesarstwo Niemieckie |         | samolot rozpoznawczy, lekki bombowiec | 2      | 1 karabin maszynowy pilota, 1 km strzelca oraz 90 kg bomb  |
| Nieuport 17           | Francja              |         | samolot myśliwski                     | 1      | 1 karabin maszynowy                                        |
| Oeffag C.II           | Austro-Węgry         |         | samolot rozpoznawczy                  | 2      | 1 karabin maszynowy strzelca oraz 40 kg bomb               |